# آسیاب‌آبی پسبند
آسیاب آبی پسبند مربوط به دوران‌های تاریخی پس از اسلام است و در شهرستان لامرد، بخش اشکنان، دهستان اصل، روستای پسبند واقع شده و این اثر در تاریخ ۱۰ دی ۱۳۸۱ با شمارهٔ ثبت ۶۷۹۴ به‌عنوان یکی از آثار ملی ایران به ثبت رسیده است.